# André Cayatte
André Cayatte, nacido el 3 de febrero de 1909 en Carcasona y fallecido el 6 de  febrero de 1989 en París, fue un director y guionista francés.

## Biografía
Després de estudios de letras y de derecho, es abogado en Toulousse, después en París. Pero decide rápidamente reconvertirse en periodista y escritor. Publicó seis novelas y collabora en dos guiones, Entrée des artistes (1938) de Marc Allégret y Remorques (1941) de Jean Grémillon.
Su carrera cinematográfica comienza en 1942 con La Fausse Maîtresse, adaptación de una novela de Balzac. Durante la guerra, hizo más de 2 películas para la "Continental Films", sociedad de producción bajo dirección alemana. Condenado por el Comité de Liberación del Cine en la prohibición a perpetuidad de ejercer su oficio pero no lo hizo.
Seguirá con adaptaciones de clásicos franceses, después películas populares. En 1950, con Justice est faite, mostrando un jurado con sus sus prejuicios, se lanza al análisis de la justicia, de sus engranajes y de sus apuestas. Nous sommes tous des assassins (1952), Avant le déluge (1954) o Le Dossier noir (1955) son del mismo estilo.
André Cayatte luchó contra la pena de muerte. Esta instancia contra «la imbécil pena de mort», Cayatte la llevó desde que un primo suyo, capellán de la prisión a Carcassone, tenía que a la ejecución de un de condenado a muerte. El joven sacerdote católico suplicó que se le exhimera de esa misión, no durmió en toda la noche y se hundió cuando la cabeza fue desprendida de la cesta. El joven sacerdote murió, no soportó este odioso espectáculo. El conjunto de su obra será una larga defensa judicial para una justicia más humana, menois ciegamente sometida a las reglas y a los ritos que la convirtieron en despiadada.
Continuará después, hasta sus últimas obras, en el cine, en 1978, despyés en la televisión, en filmar problemas de sociedad, hasta con asuntos ardientes, como la relación de una mujer enseñando con uno de sus jóvenes alumnos (Mourir d'aimer 1971), o incluso la liberación de un profesor acusado de pedofilia (Les Risques du métier 1967).
André Cayatte murió de una crisis cardíaca, unos días después de su 80º aniversario.

## Filmografía
- 1942: La fausse maîtresse (Lo quiso el azar)
- 1943: Au bonheur des dames
- 1943: Pierre et Jean
- 1946: Le dernier sou
- 1946: Sérénade aux nuages
- 1946: Roger-la-Honte
- 1946: La revanche de Roger-la-Honte
- 1947: Le chanteur inconnu
- 1948: Le dessous des cartes
- 1949: Les amants de Vérone
- 1949: Retour à la vie
- 1950: Justicia cumplida (Justice est faite)
- 1952: Nous sommes tous des assassins (No matarás)
- 1954: Avant le déluge
- 1955: Le Dossier noir
- 1957: Œil pour œil
- 1958: Le miroir à deux faces
- 1960: El paso del Rhin (Le passage du Rhin)
- 1964: Jean-Marc ou la vie conjugale, 1.ª parte del díptico La vie conjugale
- 1964: Françoise ou la vie conjugale, 2.ª parte del díptico La vie conjugale
- 1963: Le glaive et la balance (Dos son culpables)
- 1965: Piège pour Cendrillon
- 1967: Les risques du métier (Riesgos del oficio)
- 1969: Les chemins de Katmandou (Los caminos prohibidos de Katmandú)
- 1971: Mourir d'aimer (Morir de amor)
- 1973: Il n'y a pas de fumée sans feu (No hay humo sin fuego)
- 1974: Verdict (El veredicto)
- 1977: À chacun son enfer (Cada cual con su infierno)
- 1978: La raison d'état
- 1978: L'amour en question

## Premios y distinciones
Festival Internacional de Cine de Venecia
| Año  | Categoría   | Galardonado       | Resultado |
| ---- | ----------- | ----------------- | --------- |
| 1950 | León de Oro | Justicia cumplida | Ganador   |
| 1960 | León de Oro | El paso del Rhin  | Ganador   |

Festival Internacional de Cine de Cannes
| Año  | Categoría            | Galardonado     | Resultado |
| ---- | -------------------- | --------------- | --------- |
| 1954 | Premio Internacional | Avant le déluge | Ganador   |
| 1954 | Mención especial     | Avant le déluge | Ganador   |

Festival Internacional de Cine de Berlín
| Año  | Categoría                                               | Película              | Resultado |
| ---- | ------------------------------------------------------- | --------------------- | --------- |
| 1951 | Oso de Oro a la Mejor Película del crimen o de aventura | Justicia cumplida     | Ganador   |
| 1973 | Oso de Plata. Premio extraordinario del jurado          | No hay humo sin fuego | Ganador   |